# Joseph William Tell Duvel

Joseph William Tell Duvel

Joseph William Tell Duvel (* 16. November 1873 in Wapakoneta; † 1946) war ein US-amerikanischer Kulturtechnologe.

## Werdegang
Der Sohn von August und Amanda (Myers) Duvel besuchte die Ohio State University, wo er seinen Bachelor of Science erhielt und die University of Michigan, an der er 1902 promoviert wurde. Von 1898 bis 1899 war er botanischer Assistent für die Ohio Agricultural Experimental Station des Bureau of Plant Industry. Er arbeitete auch für das US-Department of Agriculture in Washington, D.C. und wurde Spezialist für Getreidepflanzen. Von ihm entwickelte Techniken und ein Instrument (Brown-Duvel Moisture Tester), um den Feuchtigkeitsgehalt von Getreide zu testen, waren zum Standard geworden. Als Teil der War Food Administration war er verantwortlich für Getreide-Standardisierungs-Untersuchungen der US-Grain Corporation von New York. 1918 ging er nach Australien und unterstützte die Entwicklung der Getreideproduktion für den Krieg. Für diese Dienste wurde er mit einer Goldmedaille ausgezeichnet und als Ehrenmitglied der Königlichen Landwirtschaftsgesellschaft von New South Wales gewählt. Zwischen 1918 und 1925 arbeitete er als Kornhändler in Winnipeg, Kanada, und als Getreideaustauschleiter in Chicago sowie als Chef der Commodity Exchange Administration in Washington, DC.
Im Mai 1904 heiratete er Elva Smith (* um 1880) aus Wooster, mit der er die Kinder Maxine († 1985) und William August (1916–1965) hatte. 1940 wohnte das Paar in der 1225 Decatur Street NW in Washington. Joseph W. T. Duvel verstarb entweder am 8. Januar 1946 im Leland Memorial Hospital in Riverdale oder am 6. Mai 1946.